# توره‌کوزو
توره‌کوزو (به ایتالیایی: Torrecuso) یک کومونه در ایتالیا است که در استان بنونتو واقع شده‌است. توره‌کوزو ۲۶٫۵ کیلومتر مربع مساحت و ۳٬۵۴۹ نفر جمعیت دارد و ۴۲۰ متر بالاتر از سطح دریا واقع شده‌است.